# Hripsime Dschanpoladjan
Hripsime Dschanpoladjan (armenisch Հռիփսիմե Ջանփոլադյան, russisch Рипсимэ Джанполадян; * 26. August 1918 in der Demokratischen Republik Armenien; † 30. August 2004 in St. Petersburg) war eine armenisch-sowjetisch-russische Orientalistin, Archäologin und Historikerin.

## Leben
Dschanpoladjan stammte aus einer adligen wohlhabenden armenischen Familie, die die Lizenz zur Ausbeutung aller Salzlagerstätten in Nachitschewan besaß. Dschanpoladjan wurde auf dem Wege nach Tiflis geboren, als ihre Eltern Mikael und Iranjak Dschanpoladjan vor dem Pogrom gegen die Armenier in Nachitschewan flohen. Als sich die Sowjetmacht in Armenien etabliert hatte, ließ sich die Familie Dschanpoladjan in Jerewan nieder.
Nach dem Schulabschluss mit Auszeichnung studierte Dschanpoladjan Orientalistik und Archäologie an der Staatlichen Universität Jerewan. Nach dem Studium nahm sie an der Ausgrabung der Festungsstadt Teischebani auf dem Hügel Kamir Blur südwestlich Jerewans am linken Ufer des Hrasdans teil. Dort lernte sie 1941 den Mitarbeiter der Leningrader Eremitage Boris Borissowitsch Piotrowski kennen, den sie 1944 in Jerewan heiratete, wohin er aus dem blockierten Leningrad evakuiert worden war. Hier bekam sie ihren Sohn Michail, der später die Arbeiten seiner Eltern fortführte.
Nach dem Deutsch-Sowjetischen Krieg war Dschanpoladjan wissenschaftliche Mitarbeiterin des Archäologie-Instituts der Akademie der Wissenschaften der UdSSR in Moskau, der Kunstakademie der UdSSR in Moskau und der Orient-Abteilung der Leningrader Eremitage. Ihre Forschungsschwerpunkte waren das armenische Mittelalter und die byzantinische Glasherstellung. Ihre Untersuchungen bei den Ausgrabungen in Dvin, zeigten, dass Dvin ein bedeutendes Zentrum der Glasherstellung war. Nach dem Tode ihres Mannes gab sie dessen hinterlassene Arbeiten heraus, darunter die Geschichte der Eremitage und das Tagebuch mit Reiseaufzeichnungen.
Dschanpoladjan starb nach langer schwerer Krankheit. Sie wurde in St. Petersburg auf dem Smolensker Friedhof neben ihrem Mann begraben.